# جورجي كوندراتييف
جورجي كوندراتييف (بالروسية: Кондратьев, Георгий Петрович)‏ (7 يناير 1960 في روسيا البيضاء - ) هو مدرب كرة قدم ولاعب كرة قدم بيلاروسي (وحمل سابقاً جنسية الاتحاد السوفيتي) في مركز الهجوم. شارك مع منتخب الاتحاد السوفيتي لكرة القدم. أما مع النوادي، فقد لعب مع تشورنومورتس أوديسا ودينامو برست ودينامو مينسك ولوكوموتيف موسكو ونادي سانت بولتن ونادي سلافيا-موزير ونادي فيتيبسك وFC Temp Shepetivka ‏ وFC Molodechno ‏ وBSG Wismut Gera ‏.

## وصلات خارجية
- جورجي كوندراتييف على موقع الاتحاد الأوربي (الإنجليزية)
- جورجي كوندراتييف على موقع قاعدة بيانات كرة القدم.إي يو (الإنجليزية)
- جورجي كوندراتييف على موقع ناشيونال فوتبول تيمز (الإنجليزية)
- جورجي كوندراتييف على موقع أوليمبيديا (الإنجليزية)